# Vechte-Altarm Kalle
Der Vechte-Altarm Kalle ist ein Naturschutzgebiet in der niedersächsischen Gemeinde Hoogstede in der Samtgemeinde Emlichheim im Landkreis Grafschaft Bentheim.
Das Naturschutzgebiet mit dem Kennzeichen NSG WE 053 ist 5 Hektar groß. Es liegt nordwestlich von Hoogstede und stellt einen Altarm der Vechte und die angrenzenden Flächen unter Schutz. Der Altarm ist rund 400 Meter lang und vom Flusslauf abgeschnitten. Er wird von Verlandungsgesellschaften und Resten des ehemaligen Auwaldes geprägt.
Das Gebiet steht seit dem 1. Juli 1977 unter Naturschutz. Zuständige untere Naturschutzbehörde ist der Landkreis Grafschaft Bentheim.